# Myrmarachne solitaria
Myrmarachne solitaria är en spindelart som beskrevs av Peckham, Peckham 1903. Myrmarachne solitaria ingår i släktet Myrmarachne och familjen hoppspindlar. Inga underarter finns listade i Catalogue of Life.